# Ong Ý
Ong Ý (Danh pháp khoa học: Apis mellifera ligustica) hay còn gọi là ong mật ngoại hay ong mật Ý là một phân loài của loài ong mật Apis mellifera. Đây là phân loài ong lấy mật được nuôi phổ biến trên thế giới với sản lượng mật ong cao. Ong Ý được Nhà nước Việt Nam công nhận là một giống vật nuôi nhập ngoại được phép sản xuất, kinh doanh tại Việt Nam. 

## Đặc điểm
Ong Ý có cơ bắp khỏe mạnh, cánh dài và lấy thức ăn nhanh hơn, ong Ý hay bay đi xa để kiếm thức ăn có thể khai thác được thức ăn tốt hơn. Con to con, sức tụ đàn lớn, cho khối lượng mật và phấn hoa nhiều hơn, cho khối lượng gấp 4 - 5 lần, từ 130 – 165 kg/đàn/năm
Đây là giống ong có năng suất cao và chất lượng mật cao hơn, lại dễ nuôi vì ong ít bỏ đàn
Chúng cho mật và phấn hoa nhiều, với 20 cầu ong sẽ thu được 8–10 kg mật (một đàn ong thường gồm 8-10 cầu ong), chất lượng ngon. Bình quân mỗi đàn ong Ý cho năng suất từ 40–50 kg mật/vụ. Tuy vậy, ong ngoại thường chịu rét kém hơn ong nội nên vào mùa đông giá rét nhiều đàn ong lại phải di chuyển về phương Nam tránh rét.

## Chăn nuôi
Ong Ý được nuôi nhiều nhất và lâu đời nhất ở các nước châu Âu và nước Nga, các nước châu Mỹ. Những năm 1970 Việt Nam nhập nội giống ong mật từ nước Ý nên được gọi là ong Ý, Giống ong Ý hiện nay đã thuần hoá và thích nghi dần với khí hậu của Việt Nam. Giống ong Ý đã được du nhập vào Việt Nam hàng trăm năm nay, trở thành giống ong cho mật xuất khẩu chủ lực của Việt Nam
Thời Pháp thuộc, người Pháp và sau đó là người Trung Quốc đã tìm cách để du nhập giống ong này vào Việt Nam, Truyền thống nuôi ong Ý đã có từ lâu đời. Giống ong này hiện có tới 700 đàn tại Việt Nam và giúp người nuôi ong, ngành ong có sản lượng mật xuất khẩu rất lớn. Tuy nhiên cũng có ý kiến cho rằng trước thông tin, ong Ý là loài sinh vật ngoại lai xâm hại.